# Coburger Lerche

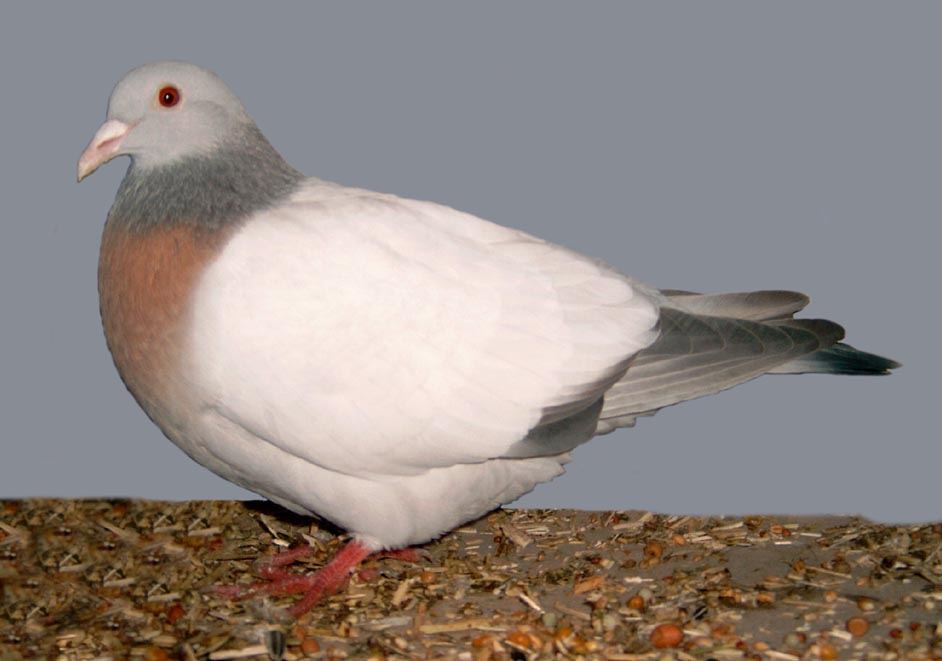
Coburger Lerche

Bei der Coburger Lerche (D/0025) handelt es sich um eine Haustaubenrasse, die den Formentauben zugeordnet wird.

## Herkunft
Die Coburger Lerche stammt aus dem Gebiet der ehemaligen Herzogtümer Sachsen-Coburg und Sachsen-Meiningen, wo sie zuerst gezüchtet wurde. So wird sie schon 1876 in der 3. Auflage von Das ganze der Taubenzucht als „Koburger Lerche“ beschrieben.

## Aussehen
Bei der Coburger Lerche handelt es sich um eine große Taube von langgestrecktem Bau mit einer kräftigen Körperform von waagerechter Haltung. Ihr Kopf ist schmal und leicht gewölbt. Die Augen haben eine rötlichgelbe Iris und der schmale Augenrand ist einreihig glatt in einer hellen Fleischfarbe. Der fleischfarbene Schnabel ist gerade und mittellang, der Oberschnabel ist an der Spitze leicht gebogen, bei gelerchten Tauben ist er teils hornfarben. Ihr mittellanger Hals tritt voll und breit aus den Schultern, sollte aber trotzdem schlank und ohne Knorpel sein. Dazu ist die Kehle gut ausgerundet. Die Coburger Lerche besitzt außerdem eine breite, etwas hervorgehobene Brust und einen fast waagerechten breiten Rücken. Die Flügel sind lang, breit und liegen fest am Körper an, der Unterrücken sollte nicht sichtbar sein. Außerdem hat sie einen langen geschlossenen Schwanz und mittellange unbefiederte Beine mit hellhornfarbigen Krallen. Sie existiert in drei Farbschlägen: gelercht, Silber mit Binden und Silber ohne Binden.